# 14 mars-rörelsen
14 mars-rörelsen (arabiska:حلف 14 آذار), uppkallad efter Cederrevolutionens datum (14 mars 2005), är en koalition av antisyriska politiska partier i Libanon. Koalitionen leds av Saad Hariri, Samir Geagea och Walid Jumblatt.
Saad Hariri är en av den mördade premiärministern Rafik Hariris yngre söner. När denne mördades 2005 uppstod våldsamma protester i landet. Vid parlamentsvalet 2005 bildades 14 mars-rörelsen, som vann en majoritet av platserna i parlamentet. I september 2007 gick en del av koalitionens parlamentariker i självvald husarrest på hotellet Phoenicia InterContinental i Beirut, vilken fortsatte under hösten och tidiga vintern.
Koalitionen utgörs av:
- Framtidsrörelsen (Tayyar Al Mustaqbal), 36
- Progressiva socialistpartiet (Hizb al-Taqadummi al-Ishtiraki), 16
- Lebanese Forces, 6 (Hizb al-Quwat al-Loubnaniya)
- Qornet Shehwan-samlingen, 6
  - Falangistpartiet (Al-Kataeb al-Loubnaniya)
  - National Liberal Party (Hizb al-Watanyoun al-Ahrar)
  - Oberoende
- Tripoli Bloc, 3
- Democratic Renewal, 1
- Democratic Left, 1
- Oberoende, 3

Enligt oppositionen, i 8 mars-rörelsen, är 14 mars-rörelsen USA-vänlig.
14 mars-rörelsen gick segrande ur parlamentsvalet i juni 2009 och erövrade 68 av de 128 mandaten.